# ジーザス・キャンプ〜アメリカを動かすキリスト教原理主義〜
『ジーザス・キャンプ〜アメリカを動かすキリスト教原理主義〜』（Jesus Camp）は、キリスト教系の新宗教団体であるキリスト教福音宣教会のキャンプ映像を題材に、アメリカ合衆国キリスト教福音派の活動を扱った、2006年のドキュメンタリー映画。

## 概要
ジョージ・W・ブッシュ政権下のアメリカで、キリスト教系の新宗教団体であるキリスト教福音宣教会が主催する子供のサマーキャンプを追ったドキュメンタリー。子供たちは聖書に書いてあることがすべて真実だと教えられ、音楽や踊りでトランス状態になり、妊娠中絶反対を叫び、キリスト教原理主義を推進するブッシュを信奉するようになる。キャンプの主催者であるベッキー・フィッシャーへのインタビューや、キャンプの内容から映画は構成されている。
第79回アカデミー賞ドキュメンタリー映画賞にノミネートされた（受賞は『不都合な真実』）。
日本では、2009年に東京MXテレビ『松嶋×町山 未公開映画を観るTV』で放送され、2011年にDVDが発売された。

## 参照
1. ↑  “ジーザス・キャンプ アメリカを動かすキリスト教原理主義”.   映画.com. 2025年6月17日閲覧。
2. ↑  “Jesus Camp” (英語). Box Office Mojo.  Amazon.com. 2011年10月26日閲覧。
3. ↑  79th Academy Awards nominations list. Oscar.com. Retrieved on 2007-1-29

### ウェブサイト
- Jesus Camp synopsis by マグノリア・ピクチャーズ
- Kids in Ministry International (KIMI) – Sponsoring organization of the camp
- Jesus Camp at Metacritic
- Becky Fischer answers FAQ about the movie
- ジーザス・キャンプ 〜アメリカを動かすキリスト教原理主義〜 - allcinema
- ジーザス・キャンプ 〜アメリカを動かすキリスト教原理主義〜 - KINENOTE
- Jesus Camp - オールムービー（英語）
- Jesus Camp - IMDb（英語）

### 映像
- Jesus Camp Full-length film on freedocumentaries.org
- Good Morning America
- World News Tonight
- CBN News
- Scarborough Country